# Cúp bóng đá châu Phi 1959

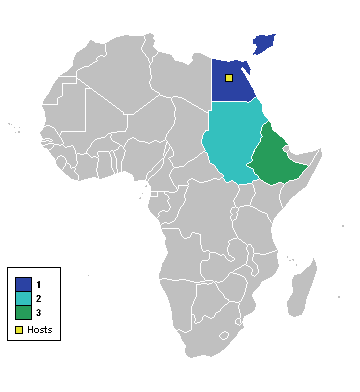
Các quốc gia tham dự

Cúp bóng đá châu Phi 1959 là Cúp bóng đá châu Phi lần thứ hai. Giải được tổ chức tại Cộng hòa Ả Rập Thống nhất và thành phần tham dự vẫn là 3 đội có mặt ở giải lần trước là Ethiopia, Sudan và chủ nhà Cộng hòa Ả Rập Thống nhất.
Do chỉ có 3 đội nên giải thi đấu theo thể thức vòng tròn một lượt. Kết quả tương tự giải lần đầu tiên khi Cộng hòa Ả Rập thống nhất lần lượt thắng Ethiopia 4-0 và Sudan 2-1 để giành chức vô địch lần thứ hai. Sudan giành hạng nhì khi thắng Ethiopia 1-0.
Giải này có điểm đặc biệt là cả 3 huấn luyện viên trưởng đều là người Đông Âu: Starosta (Ethiopia) và Hada (Sudan) người Tiệp Khắc, Pal Titkos (Cộng hòa Ả Rập thống nhất) người Hungary.
Mahmoud El-Gohary, người sau này trở thành huấn luyện viên của đội tuyển quốc gia Ai Cập giai đoạn từ năm 1988 đến 2002, là cầu thủ ghi bàn nhiều nhất giải đấu này.

## Các đội tham dự
| Đội                               | Lần tham dự | Tham dự gần nhất | Thành tích tốt nhất |
| --------------------------------- | ----------- | ---------------- | ------------------- |
| Ethiopia                          | 2           | 1957             | Á quân (1957)       |
| Sudan                             | 2           | 1957             | Hạng ba (1957)      |
| Cộng hòa Ả Rập Thống nhất (hosts) | 2           | 1957             | Vô địch (1957)      |

## Địa điểm
| Cairo                                | Cairo |
| Sân vận động Hoàng tử Farouk         | Cairo |
| Sức chứa: 25.000                     | Cairo |
| Tập tin:Mokhtar El tetsh stadium.jpg | Cairo |

## Kết quả
| Đội                       | Tr | T | H | B | BT | BB | HS | Đ |
| ------------------------- | -- | - | - | - | -- | -- | -- | - |
| Cộng hòa Ả Rập Thống nhất | 2  | 2 | 0 | 0 | 6  | 1  | +5 | 4 |
| Sudan                     | 2  | 1 | 0 | 1 | 2  | 2  | 0  | 2 |
| Ethiopia                  | 2  | 0 | 0 | 2 | 0  | 5  | −5 | 0 |

| Cộng hòa Ả Rập Thống nhất                 | 4–0      | Ethiopia |
| ----------------------------------------- | -------- | -------- |
| El-Gohary 29', 42', 73' · El-Sherbini 64' | Chi tiết |          |

| Sudan      | 1–0      | Ethiopia |
| ---------- | -------- | -------- |
| Drissa 40' | Chi tiết |          |

| Cộng hòa Ả Rập Thống nhất | 2–1      | Sudan      |
| ------------------------- | -------- | ---------- |
| Baheeg 12', 89'           | Chi tiết | Manzul 65' |

### Vô địch
| Vô địch Cúp bóng đá châu Phi 1959 Cộng hòa Ả Rập thống nhất Lần thứ hai |

## Danh sách cầu thủ ghi bàn
3 bàn
- Mahmoud El-Gohary

2 bàn
- Essam Baheeg

1 bàn
- Mimi El-Sherbini
- Drissa
- Siddiq Manzul